# Серозни тумор
Серозни тумор је неоплазма која типично има папиларне до чврсте формације туморских ћелија са натрпаним језгрима, која се обично јавља на модификованим серозним мембранама које су изведене из Милерових дуктуса које окружују јајнике код жена. Такви тумори јајника су део површинске епително-стромалне туморске групе тумора јајника. То су уобичајене неоплазме са јаком тенденцијом да се јављају обострано (билатерално) и чине приближно четвртину свих тумора јајника.
Ретко, серозни тумори настају унутар материце (посебно серозни карцином материце), који се обично јавља код жена у постменопаузи. Ретко, серозни тумори настају из других делова перитонеума, укључујући серозне примарне перитонеалне карциноме. Још ређе се јављају на другим местима у телу, као што су плућа.